# Tomás Marín González de Poveda

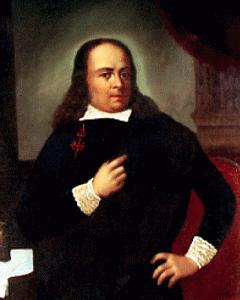
Tomás Marin González de Poveda, Gouverneur von Chile

Tomás López Marín y González de Poveda, Marqués de Cañada Hermosa (* 26. Februar 1650 in Lúcar bei Granada, Andalusien, Spanien; † 8. Oktober 1703 in Santiago de Chile) war ein spanischer Offizier, Kolonialverwalter und Gouverneur von Chile.

## Leben

### Herkunft und Jugend
Marín kam als Sohn von Tomás López Marín und seiner Frau María González de Poveda im andalusischen Lúcar zur Welt. Er entstammte einer relativ wohlhabenden Adelsfamilie. Schon in sehr jungen Jahren ging er nach Amerika, um seinen Onkel mütterlicherseits, Bartolomé González de Poveda, zu begleiten, der zum Vorsitzenden der Real Audiencia von Charcas berufen war und später Erzbischof der Erzdiözese Charcas (dem heutigen Sucre) in Bolivien werden sollte.
Marín begann eine Karriere bei der Armee im Vizekönigreich Peru und kam 1670 in Begleitung des Gouverneurs Juan Henríquez de Villalobos erstmals nach Chile, wenngleich in untergeordneter Position. Bald darauf ging er nach Peru und von dort zurück nach Spanien. Dort gelang ihm ein steiler Aufstieg. 1683 war er Generalleutnant der spanischen Kavallerie und wurde in den Orden von Santiago aufgenommen.
In der Spätzeit der Habsburger unter König Karl II. waren die Staatsfinanzen Spaniens zerrüttet, das Verwaltungssystem war erstarrt und antiquiert, Günstlingswirtschaft und Ämterkauf blühten.

### Amtszeit als Gouverneur von Chile
Am 1. Juli 1683 wurde Marín zum Gouverneur Chiles berufen, doch er schiffte sich erst Mitte 1690 in Richtung Südamerika ein. In Santiago de Chile traf er am 5. Januar 1692 ein und leistete den üblichen Amtseid vor dem Stadtrat (Spanisch: Cabildo). Seine Amtsführung zeichnete sich durch Korrektheit und Einsatz aus, was ihm den Respekt der Einheimischen verschaffte.
Zu seinen ersten Amtshandlungen zählte die Auszahlung der rückständigen Soldzahlungen an die Soldaten. Mit den Führern der widerständischen Mapuche führte er im Dezember 1692 Gespräche (ein sog. Parlamento). 1694 kam es dennoch zum Aufstand. Marín führte einen Feldzug von 1.600 Europäern und 2.000 befreundeten Indianern nach Süden und brachte die Mapuche zu einer Friedensvereinbarung.
Überschattet wurde seine Amtszeit von Piratenüberfällen gegen die schwach gesicherten Küstensiedlungen wie Concepción.
Auch mit den Oidores der Real Audiencia von Chile hatte Marín zu kämpfen: Eine Reihe von Kompetenzstreitigkeiten wurden ausgetragen.
Am 23. Dezember 1700 endete seine Amtszeit. Mit Urkunde vom 24. August 1702 wurde er zum Marqués de Cañada Hermosa ernannt. Er starb plötzlich am 8. Oktober 1703.